# 肖特330
肖特330（又名SD3-30）是一款由肖特兄弟公司研發，以Skyvan為基礎的小飛機，載客量達30人，投入服務時以相对低廉的价格和较低的运营成本而著称。

## 發展
肖特330是一款由貝爾法斯特的肖特兄弟公司研發，以Skyvan為基礎的短距起落飛機，機身橫切面與Skyvan一樣，採用高單翼設計，雙尾翼，但擁有比Skyvan更長的翼展和機身，機身延長了3.78米，最大載客量達30人，載油量比Skyvan多出60%，起落架可收縮。首架肖特330原型機於1974年8月22日首飛。
肖特330有兩款貨運型號，第一款是Short 330-UTT（Utility Tactical Transport），是一款強化了地板和可跳傘舱门的軍用機，此型號產量不多，主要用家是泰國，購了4架。另一款是雪爾帕人型（Sherpa），擁有更寬的機尾貨門，首飛於1982年8月22日進行，首個用家是於1983年訂了18架的美國空軍，主要用於在歐洲的美軍基地间运输备用零件。

## 運作
肖特330是一款短程或通勤用客機，計設符合美國通勤運輸機規條，載客量達30人，用於取代舊款的畢琪99和DHC-6。肖特330於1976年8月投入服務，用家是加拿大的時間航空。儘管它的外型肥胖（有一家區域航空公司稱它為「小屋」），但它很快便證明自己是一款可靠且低成本的飛機。
肖特330比其竞争对手稍慢一些，但它有着安靜、舒適和堅固的聲譽。肖特330所採用的普惠PT6A-65R發動機因為高效齒輪箱而變得安靜。機艙內部配置和裝飾是與波音工程師共同参考大型客机開發和設計的，機身結構比較強，支外翼和方型機身有利於維護和服務。
肖特330於1992年9月停產，共生產了136架（包括軍機和貨機），至1998年約有35架仍然運作中。肖特330的設計成為肖特360的設計藍本。

## 型號
- 330-100：基本型，採用普惠公司的PT6A-45A和-45B渦扇發動機[7]。
- 330-200：是-100型的改良型，採用更強大的PT6A-45R發動機[7]。
- 330-UTT：是330-200型通用戰術運輸機，強化了地板和可進行跳傘的機門。
- 雪爾帕人：是330-200的貨機型號，擴寬了機尾貨門。
- C-23雪爾帕人：A和B型是雪爾帕人型的軍用型。

## 性能（330-200）
参考资料：Jane's All the World's Aircraft, 1988-1989
基本信息
- 机组：3人（2名駕駛及1服務員）
- 容量：30人
- 翼型：NACA 63 series

性能